# Wigand Ciołek
Wigand Ciołek herbu Ciołek – brat Stanisława biskupa poznańskiego. Ojciec Andrzej Ciołek (wojewoda mazowiecki), matka Elżbieta z Sulimów.  
Pisał się z Powsina.
Był chorążym a później kasztelanem czerskim (1443–1452). Razem z bratem powołał w 1429 r. parafię w Ostrołęce. Był właścicielem Ostrołęki, Powsina  i Garwolina (sprzedał go w 1407 r. księciu  maz. Januszowi I). Brał udział w bitwie pod Grunwaldem w chorągwi Janusza I.
Jest pochowany w kościele parafialnym św. Mikołaja w Warce.
Żonaty z Elżbietą, fundatorką kościoła w Powsinie.